# Xınalıq
Xınalıq (Chinaloeg: Kətş; ook getranslitereerd als Chinaloeg, Khinalug, Khanaluka, Khanalyk, Khinalykh en Khynalyk) is een plaats hoog in de bergen van het district Quba in Azerbeidzjan. Xınalıq is tevens de naam van een gemeente (bələdiyyəsi) in het district Quba die de dorpen Xınalıq en Qalayxudat omvat.

## Geschiedenis
Xınalıq is een oud Kaukasisch bergdorp (kəndi) dat ontstaan is in de periode van het koninkrijk Kaukasisch Albanië (1e tot 9e eeuw n.Chr.).
In oktober 2006 kondigde de Azerbeidzjaans president aan dat er plannen zijn om de infrastructuur, overheids- en onderwijsgebouwen te moderniseren. 

## Geografie
De plaats ligt ten noorden van de stad Quba in het midden van de Grote Kaukasus die de grens vormt tussen Rusland en de Zuidelijke Kaukasus. Het is het hoogst gelegen en meest afgelegen dorp in Azerbeidzjan en een van de hoogst gelegen bergdorpen in de Kaukasus. De jaartemperatuur in Xınalıq ligt tussen −20 °C en 18 °C.

## Demografie
Xınalıq heeft een inwoneraantal van circa 2000. De bevolking spreekt Chinaloeg, een taal die behoort tot de Noord-Kaukasische talen. Veel mensen spreken echter ook Azerbeidzjaans. De inwoners zijn sjafitische soennieten.

## Toerisme
Vanwege de historie, de relatief geïsoleerde ligging en de omgeving, is Xınalıq een bekende toeristische bestemming voor met name rugzaktoeristen en bergwandelaars.

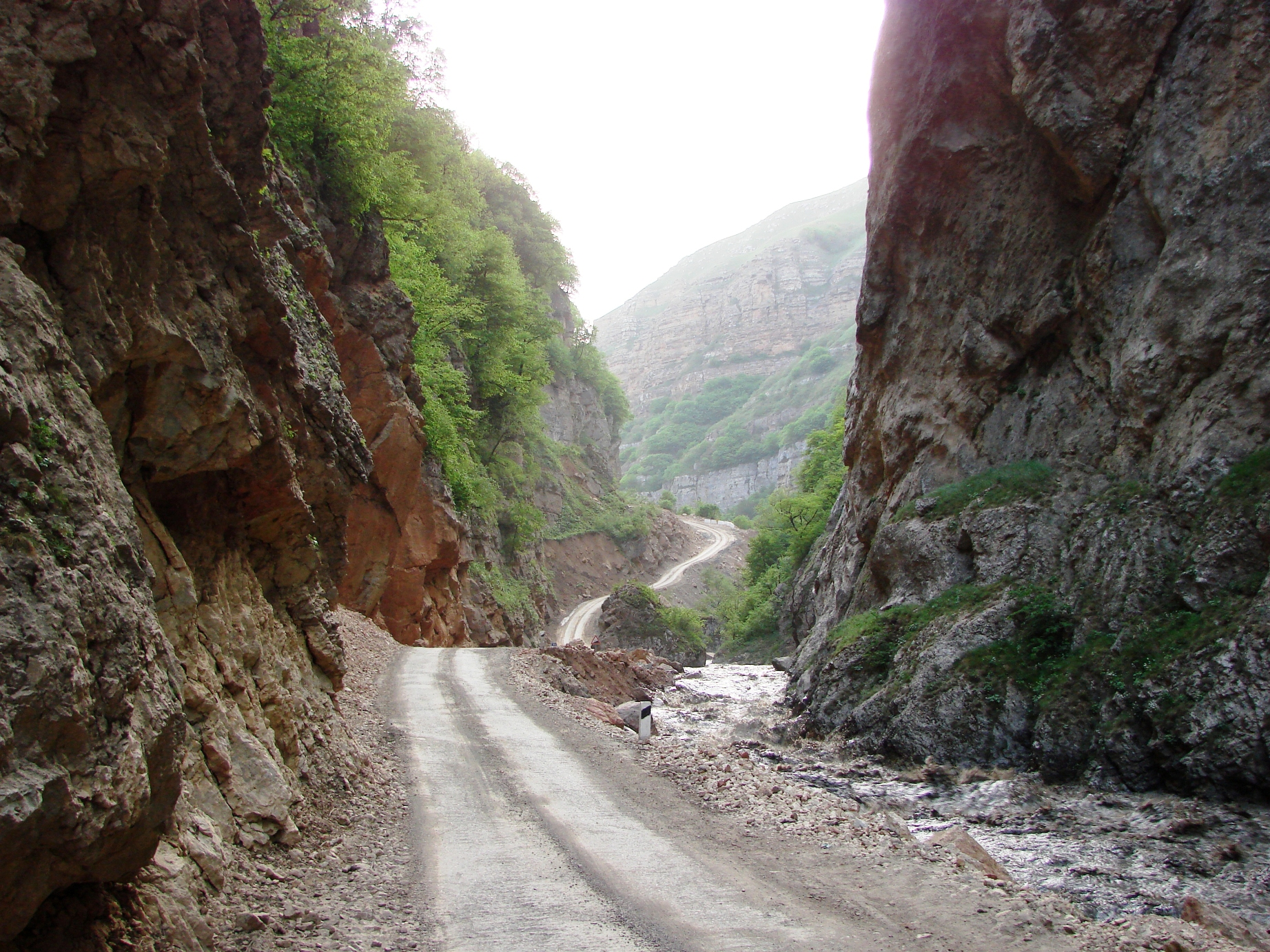
Weg naar Xınalıq
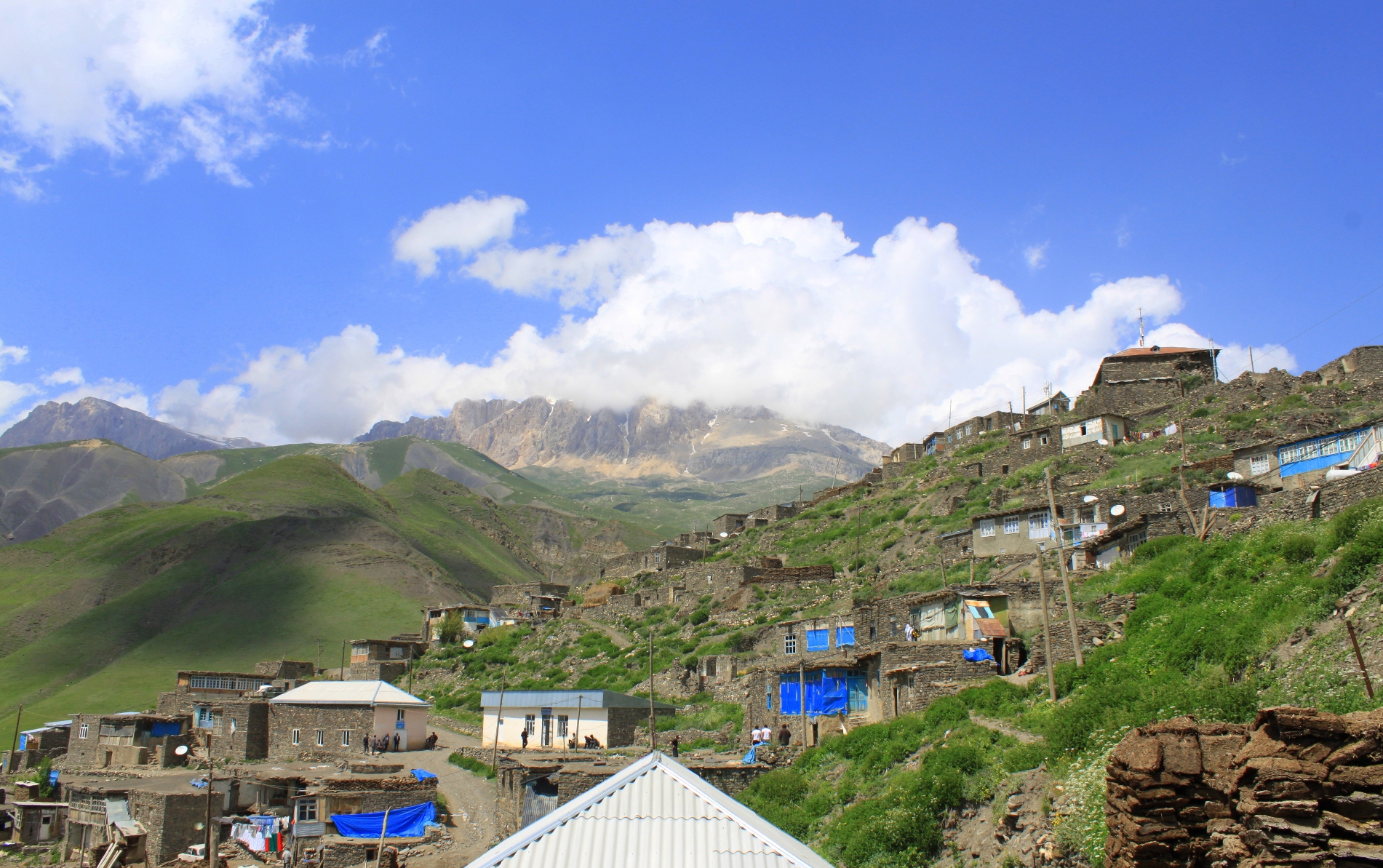
Xınalıq
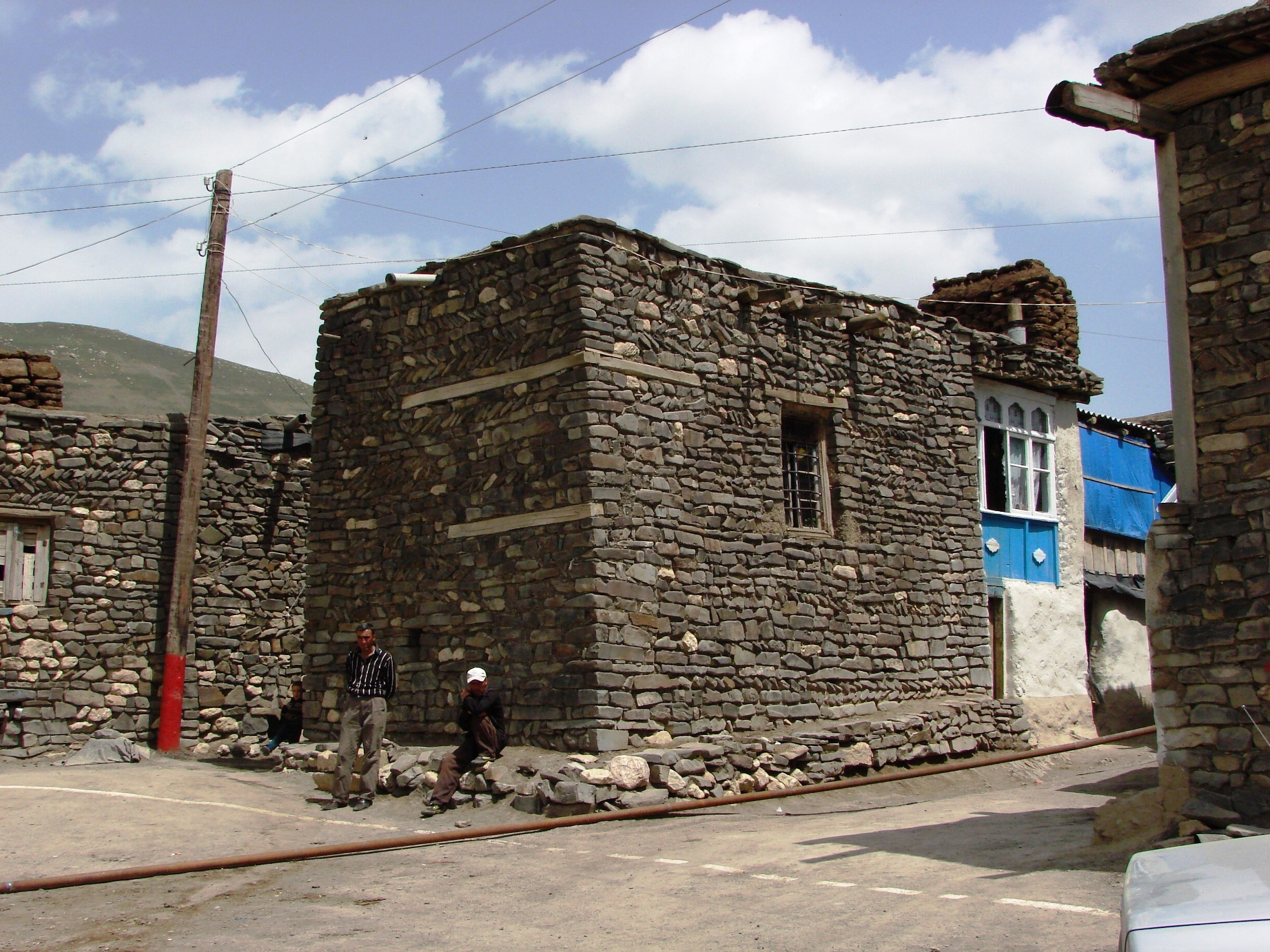
Huis
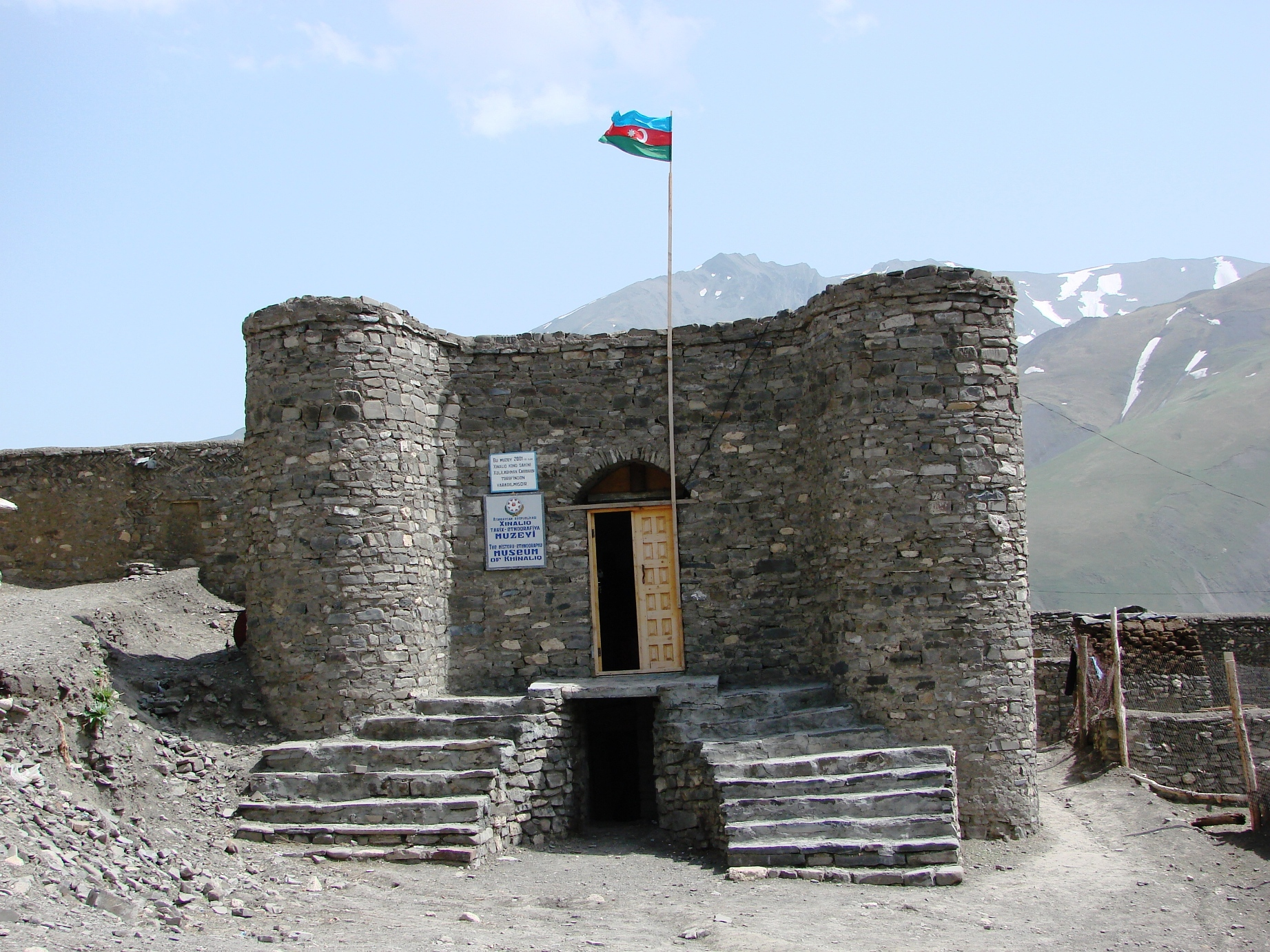
Museum